# Across the Universe (message)
Pour les articles homonymes, voir Across the Universe (homonymie).
Across the Universe est un message radio interstellaire transmis le 4 février 2008 à 0 h UTC par la NASA vers l'étoile Polaris. Le message est constitué de la chanson Across the Universe du groupe The Beatles.

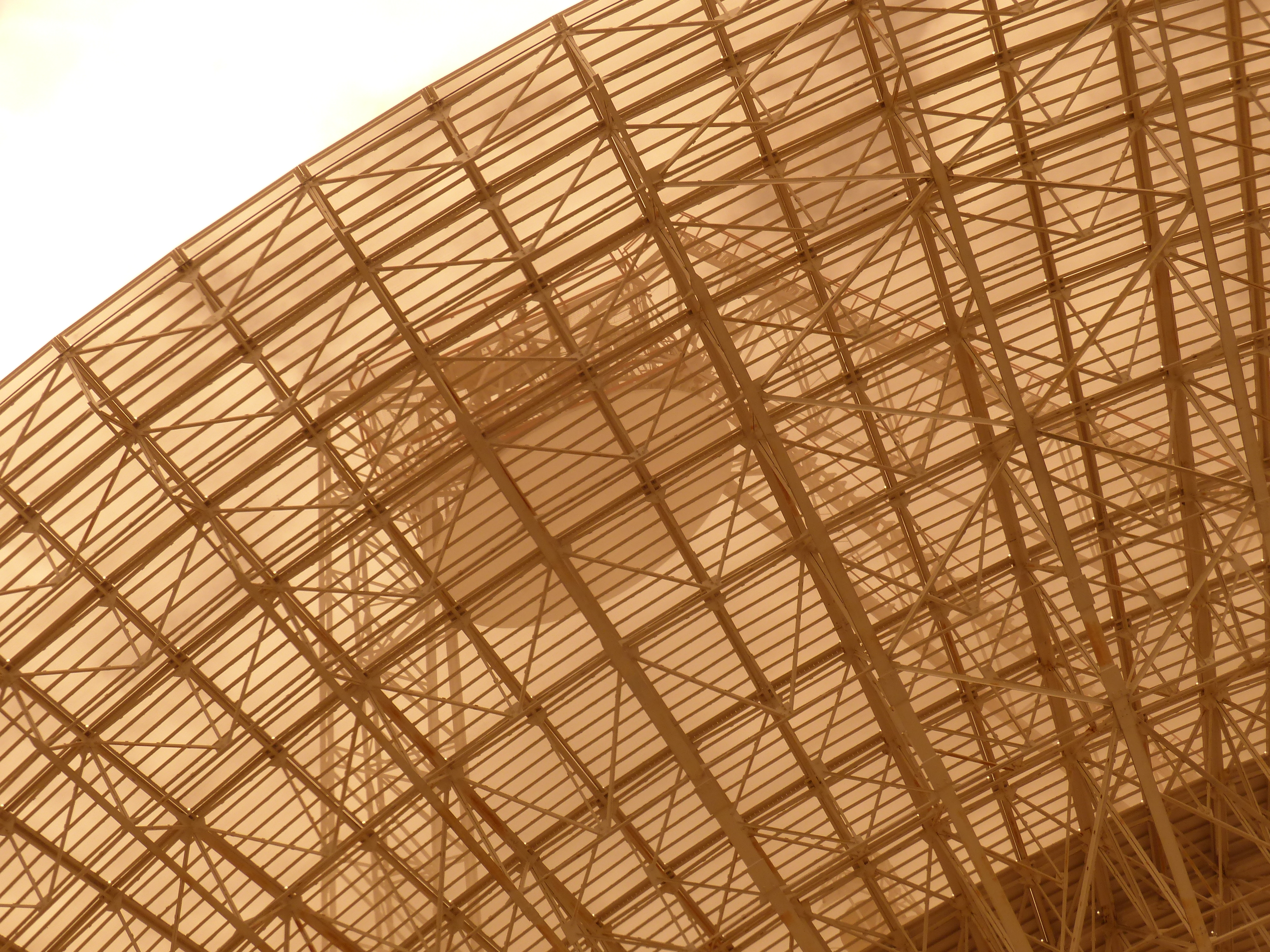
Radiotélescope du Deep Space Communications Complex de Madrid.

La transmission, réalisée avec l'accord de Paul McCartney, Yoko Ono et Apple Records, s'est effectuée à l'aide du radiotélescope de 70 mètres de diamètre au Deep Space Network (DSN) du Madrid Deep Space Communications Complex, situé à Robledo, près de Madrid.
À ce moment, c'était la seconde chanson à être délibérément envoyée dans l'espace, la première étant le Teen Age Message (en) russe, envoyée en 2001.

## Objectif
L'objectif de l'initiative était de souligner le 40e anniversaire de l'enregistrement de la chanson, le 45e anniversaire du DSN et le 50e anniversaire de la NASA. L'idée a été lancée par l'historien des Beatles Martin Lewis (en). Ce dernier a invité tous les fans du groupe à jouer la chanson alors que cette dernière était envoyée vers l'étoile.